# Сундель, Исаак
Исаак Густав Сундель (фин. Isak Gustaf Sundell) (18 января 1878, Хельсинки — 7 ноября 1964, Хельсинки) — финский горный инженер, минцмейстер, директор Гельсингфорсского монетного двора Российской Империи в 1912—1917 годах, позже — директор преобразованного Монетного двора Финляндии до 1947 года.

## Биография
Исаак Сундель родился в семье известного финского физика Августа Сунделя и его жены Айны Вильгельмины Алениус. В 1895 году Исаак получил степень бакалавра философии, в 1898 году — стал магистром, а в 1900 году — получил степень лектора. Продолжил образование в горном колледже Фрайберга, а затем — в Стокгольмском горном колледже. C 1906 года назначен заместителем директора Гельсингфорсского монетного двора, с 1912 года — исполняющий обязанности директора и минцмейстер, с 1915 года — директор. Так как у монетного двора не было своего знака, то на монетах этого периода стоит литера S — инициал Исаака Сунделя.
Имеет ряд публикаций на тему геологии и полезных ископаемых. В частности, занимался очисткой аллювиального золота на реке Ивалойоки в Лапландии, продолжая исследования Конрада Лира, своего предшественника на посту директора монетного двора.

## Семья
С 1906 года в браке с Элин Каролиной Ульфсон.